# Aspetti del romanzo
Aspetti del romanzo (Aspects of the Novel) è un libro che raccoglie le otto conferenze tenute da E.M. Forster fra il gennaio e il marzo del 1927.

## Storia editoriale
Invitato quell'anno a tenere le celebri Clark Lectures nella sua Università, Forster presentò al Trinity College di Cambridge un ciclo avente ad oggetto il romanzo in lingua inglese. Facendo ricorso ad esempi tratti da testi classici, spiega i sette aspetti universali del romanzo: storia, personaggi, intreccio, fantasia, profezia, modello e ritmo. Il tono volutamente antiaccademico, di piacevole e sorniona conversazione, ne han fatto un bestseller da allora ristampato ininterrottamente.

## Edizioni

### Edizioni in lingua italiana
- Aspetti del romanzo, traduzione di Corrado Pavolini, Milano, 1927, ISBN non esistente.
- Aspetti del romanzo, collana Collezione Biblioteca delle Silerchie, n. 95, Milano, Il Saggiatore, 1963, ISBN non esistente.
- Aspetti del romanzo, collana Gabbiani Nuova Serie, n. 71, Milano, Il Saggiatore, 1968, ISBN non esistente.
- Aspetti del romanzo, collana Gli Elefanti Saggi, traduzione di Corrado Pavolini, Giuseppe Pontiggia (prefazione), Milano, Garzanti, 1991, ISBN non esistente.
- Aspetti del romanzo, collana I Grandi Libri, Milano, Garzanti, 2000.